# Djebel Irhoud

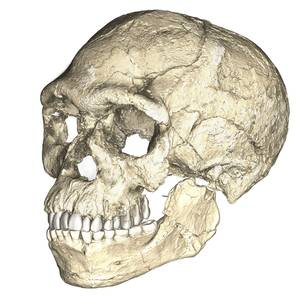
Rekonstruktion eines Schädels aufgrund computertomographischer Analysen mehrerer Fossilien

Djebel Irhoud (arabisch جبل إيغود, DMG Ǧabal Īġūd, auch: Jebel Irhoud, Jebel Ighoud) ist eine archäologische und paläoanthropologische Höhlenfundstelle in Marokko. Die 1960 beim Abbau von Baryt entdeckte Karst-Höhle befindet sich in der Nähe von Sidi Mokhtar, rund 100 Kilometer nordwestlich von Marrakesch und 55 km südöstlich von Safi.
Dort wurden 2017 die mit rund 300.000 Jahren bislang ältesten dem anatomisch modernen Menschen (Homo sapiens) zugeschriebenen Fossilien entdeckt.

## Funde
Bereits 1961 wurde in der Höhle im Verlauf der Ausgrabungen von Émile Ennouchi ein weitgehend erhaltener homininer Schädel eines Erwachsenen entdeckt (Irhoud 1), zwei Jahre später folgte die Bergung einer Schädeldecke (Irhoud 2); beide Funde wurden zunächst als nordafrikanischer Neandertaler interpretiert, da die in Djebel Irhoud gefundenen Steinwerkzeuge überwiegend Merkmale der Levalloistechnik zeigen, die in den 1960er-Jahren in Nordafrika den Neandertalern zugeschrieben wurde. Erst in jüngerer Zeit wird diskutiert, dass Levallois-Typen des frühen Middle Stone Age in Afrika den Ausgangspunkt für eine getrennte Entwicklung gebildet haben: Während solche Werkzeuge im subsaharischen Afrika mit Homo sapiens assoziiert sind, entwickelten in Europa Neandertaler das Levallois-Konzept eigenständig weiter. Nordafrika und die Levante sind für Zuordnungen von Steinwerkzeugen zu Menschentypen indifferent, wie die Funde vom Djebel Irhoud oder aus der Skhul-Höhle in Israel zeigen.

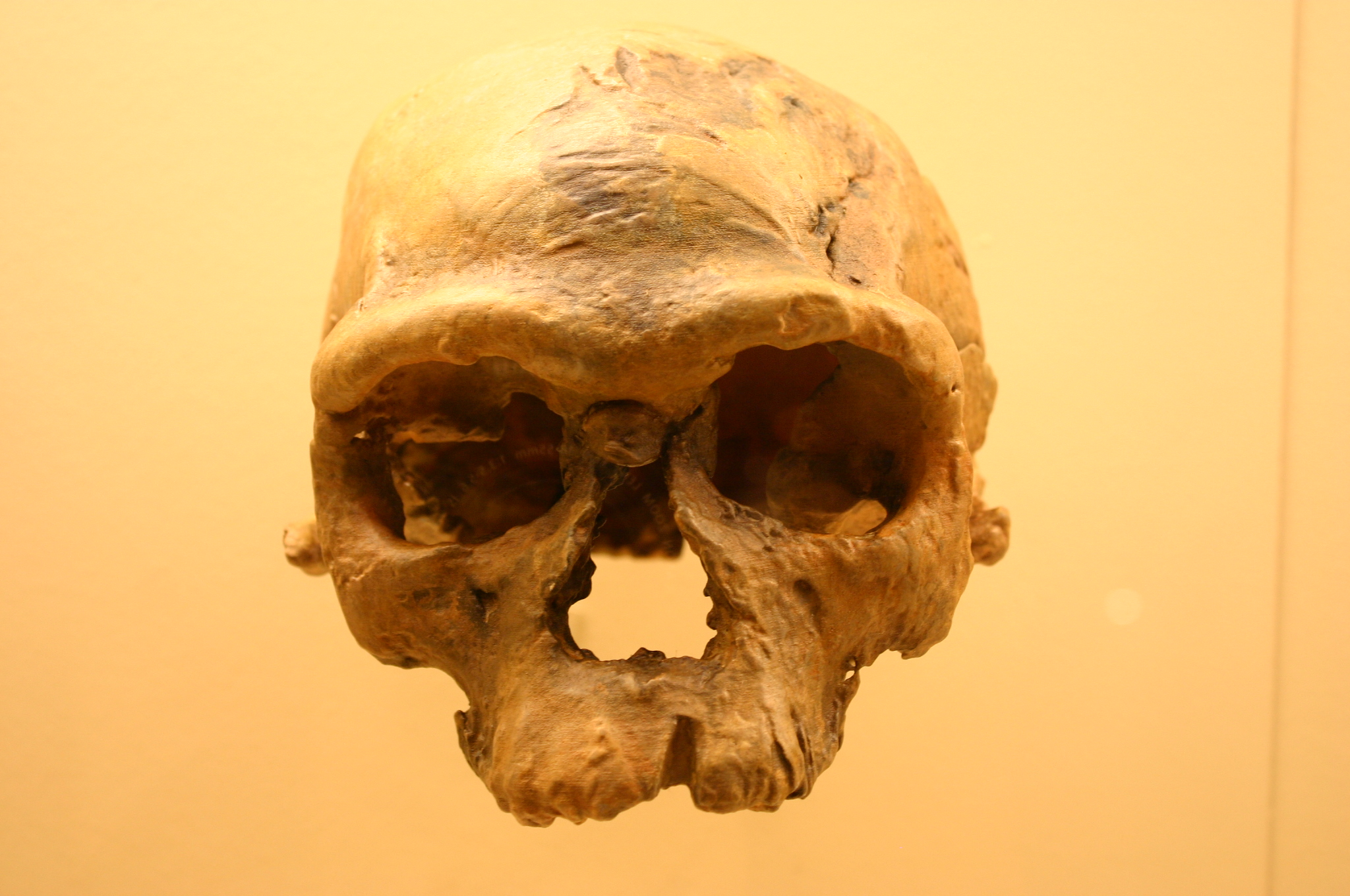
Das Fossil Irhoud 1 (Nachbildung)
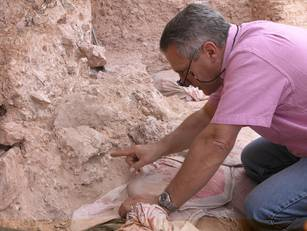
Jean-Jacques Hublin deutet auf die Augenhöhlen des Fossils Irhoud 10, das noch unberührt im Boden liegt.
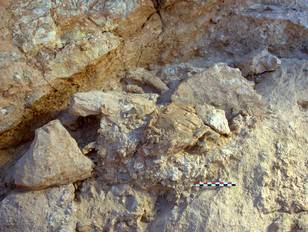
Nach der Freilegung: In der Bildmitte hebt sich aufgrund der gelblichen Verfärbung der Schädel Irhoud 10 vom umgebenden Gestein ab. Skala in cm.
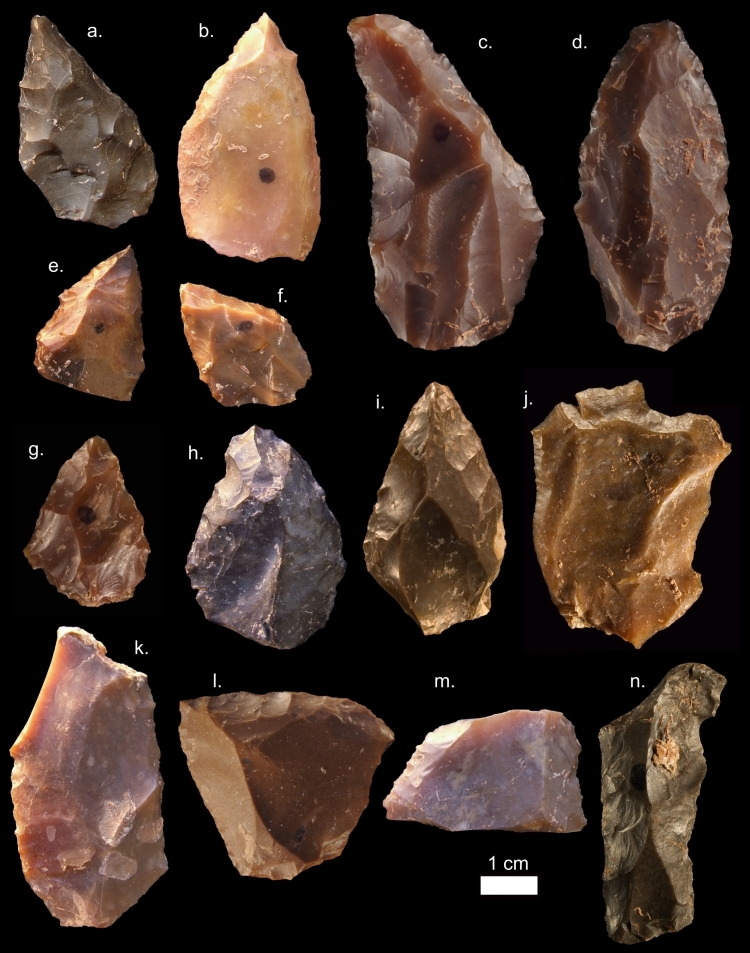
Steingerät aus Layer 7 (Skala: 1 cm)

1968 folgte die Bergung des Fossils Irhoud 3, des Unterkiefers eines Kindes mit gut erhaltener Bezahnung. Vier weitere, weniger aussagekräftige hominine Fossilien wurden in den folgenden Jahren geborgen, darunter der Oberarmknochen eines Kindes (Irhoud 4) sowie das Darmbein eines Jugendlichen und das Bruchstück eines Unterkiefers. 1981 ergab eine detaillierte Analyse des Unterkiefers Irhoud 3, dass die Fossilien nicht dem Neandertaler zuzuordnen sind, sondern zu frühen anatomisch modernen Menschen gehören und möglicherweise deren früheste Vertreter im Maghreb waren. Sie sind daher möglicherweise Vorläufer der mit der Kultur des Atérien verbundenen, wesentlich jüngeren homininen Fossilien von der Fundstelle Dar es Soltane II an der Atlantikküste nahe Rabat; besonders der Schädel Dar es Soltane 5 weist ähnliche Merkmale wie die Schädel Irhoud 1 und 2 auf.
Ungeklärt blieb jedoch zunächst, wie die auffällige Kombination von ursprünglichen anatomischen Merkmalen und „modernen“ anatomischen Merkmalen zu deuten ist, die aufgrund des guten Erhaltungszustands von Irhoud 1 früh als sicher belegt galt. Erst mehrere im Jahr 2017 beschriebene neue Funde lösten das Rätsel auf: Eingebettet in einen ungestörten Fundhorizont, der eine sichere Datierung ermöglichte, waren im Jahr 2007 fünf zusammengehörige Fragmente vom Schädel eines Erwachsenen (Irhoud 10) mit teilweise erhaltenen Knochen des Gesichts sowie ein fast vollständig erhaltener Unterkiefer (Irhoud 11) geborgen worden; ferner kamen unter anderem ein Oberkiefer-Fragment (Irhoud 21, geborgen im Jahr 2011) zutage sowie diverse Zahnfragmente und Knochen aus dem Bereich unterhalb des Kopfes. Der als Layer 7 bezeichnete Fundhorizont enthielt demnach die Überreste von mindestens fünf Individuen (drei Erwachsene, ein Jugendlicher und ein Kind im Alter von sieben bis acht Jahren), deren Knochen laut Beschreibung in der Fachzeitschrift Nature innerhalb einer relativ kleinen Zeitspanne am Fundort eingebettet wurden. Erneut wurden die Merkmale der Fossilien als Mosaik von ursprünglichen (für die Vorfahren des Homo sapiens typischen) Merkmalen und Merkmalen des Homo sapiens interpretiert: Gesicht, Unterkiefer und Zähne zeigen demnach Merkmale des anatomisch modernen Menschen, der längliche (bei Homo sapiens abgerundete) rückseitige Bereich der Schädeldecke mutet archaisch an. Die neue, alle Knochenfunde in eine wesentlich ältere Epoche einordnende Datierung machte diese Mosaikform jedoch plausibel.

## Datierung
Die Datierungsmethoden, die in den 1960er-Jahren zur Verfügung standen, erbrachten zunächst keine sicheren Ergebnisse für die homininen Knochen; 1962 wurde das Alter der Funde auf 40.000 Jahre geschätzt, von Pferdezähnen aus vergleichbarer Fundposition wurde 1991 ein Alter von rund 100.000 Jahren abgeleitet. Die ab 2004 begonnenen Studien einer Arbeitsgruppe um Jean-Jacques Hublin erbrachten 2007 jedoch ein Alter von 160.000 ± 16.000 Jahren, was ungefähr dem Alter der Fossilien Omo 1 und Omo 2 sowie dem so genannten Herto-Schädel aus Äthiopien entspricht. Im Jahr 2013 wurde auch eine genaue Beschreibung der Nagetiere, die aus den Fossilien führenden Schichten geborgen worden waren, als Beleg dafür interpretiert, dass die Funde deutlich älter sind als Anfang der 1960er-Jahre vermutet und ins Mittelpleistozän zu datieren sind.
Die Datierung des Fundhorizonts der im Jahr 2017 erstmals beschriebenen Fossilien Irhoud 10 und 11 mit Hilfe der Thermolumineszenz ergab schließlich ein Alter von 315.000 ± 34.000 Jahren. Für die Datierung konnte diverses, gemeinsam mit den Knochen entdecktes und zur Zeit ihrer Ablagerung stark erhitztes Steingerät aus Feuerstein genutzt werden. Dieser Datierung zufolge sind die Funde von Djebel Irhoud die ältesten bislang zum archaischen Homo sapiens gestellten Fossilien. Etwa auf das gleiche Alter wurden menschliche Zähne aus der Qesem-Höhle in Israel datiert, deren Schichtzusammenhang jedoch nicht allgemein anerkannt wird.

## Anthropologische Befunde

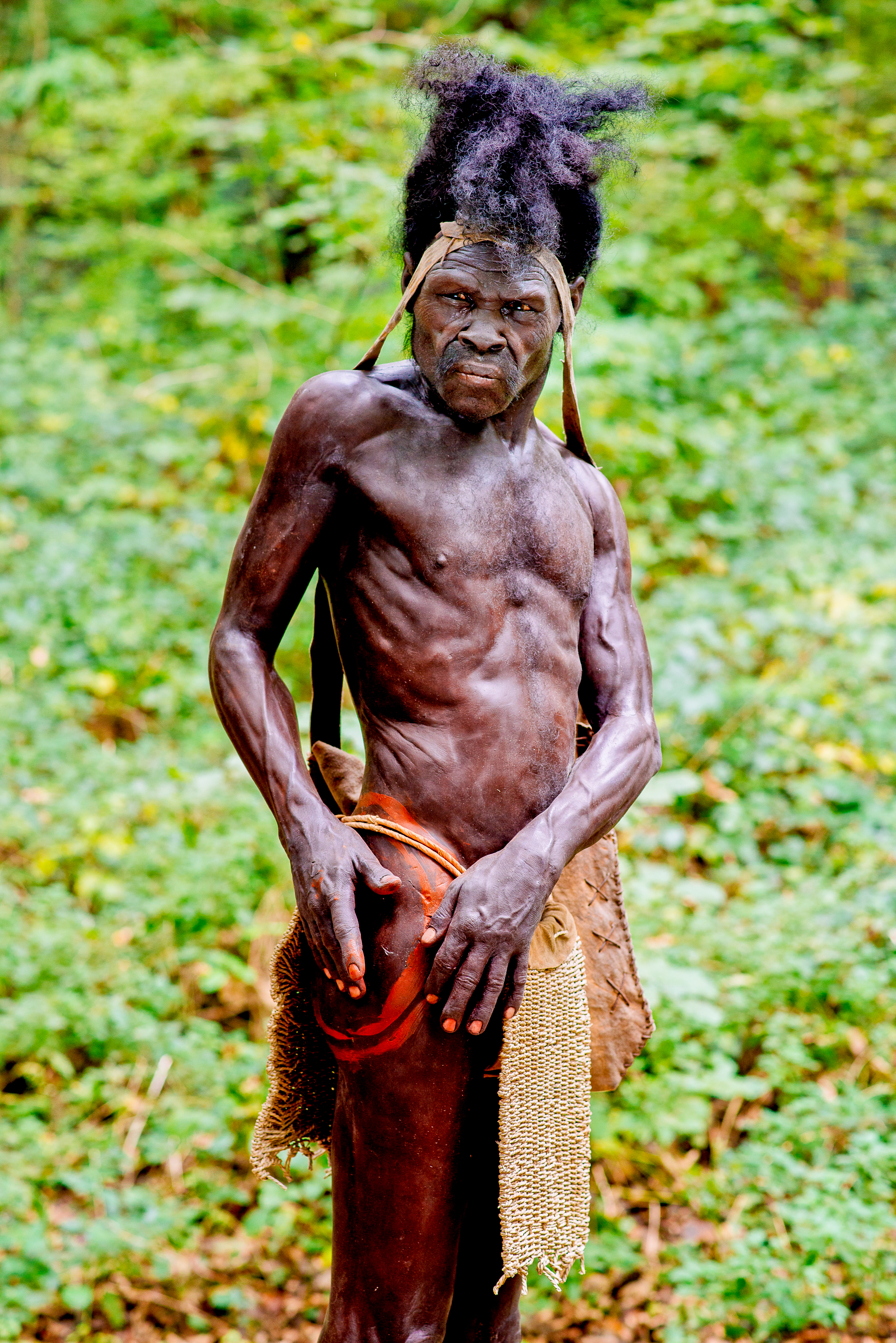
Rekonstruktion im Neanderthal Museum

Die 2007 vom Max-Planck-Institut für evolutionäre Anthropologie in Leipzig mit dem Synchrotron durchgeführten Untersuchungen an einem Unterkieferzahn des Fossils Irhoud 3 gaben auch Aufschlüsse zur Lebensgeschichte eines Kindes der frühen anatomisch modernen Menschen. Die Ergebnisse lassen auf eine lange Kindheit schließen – die damit einhergehende Entwicklung des Gehirns sowie ein gleichzeitig erfolgender Sozialisationsprozess dürfte folglich beim frühesten Homo sapiens von entscheidender Bedeutung gewesen sein.
Die im Jahr 2017 vorgelegte Analyse der Schädelknochen erbrachte auch Hinweise auf die Evolution von deren äußerlich sichtbaren Merkmalen sowie – abgeleitet hiervon – auf die Veränderungen der Gehirnstruktur. Das „modern“ anmutende Gesicht und die gleichfalls „modern“ anmutenden Zähne entwickelten sich demnach deutlich früher im Verlauf der Stammesgeschichte des Menschen als die für Homo sapiens typische, rundliche knöcherne Umhüllung des Gehirns; die Autoren der Studie vermuten daher, dass sich die Form des Gehirns und möglicherweise auch die Funktionen des Gehirns erst relativ spät herausbildeten. Grabungsleiter Hublin wies zudem darauf hin, dass die Funde aus Marokko darauf hindeuten, dass sich der anatomisch moderne Mensch nicht nur in einer einzigen Region Afrikas entwickelte, sondern dass der gesamte Kontinent die „Wiege der Menschheit“ war.
Gemeinsam mit den homininen Fossilien und dem Steingerät wurden zahlreiche fossile Tierknochen geborgen, besonders häufig Langknochen, die aufgrund von Schnittspuren als Hinweis auf die Nahrung der Höhlenbewohner interpretiert wurden: Demnach jagte man damals vor allem (zu ca. 80 %) Gazellen (Gazella atlantica, Gazella cuvieri und Gazella tingitana), aber auch Zebras, Kuhantilopen und Auerochsen, und gelegentlich wurden Straußen-Eier sowie Süßwasser-Muscheln und -Schnecken verzehrt.

## Dokumentationen
- Homo Sapiens – Vom wahren Ursprung des Menschen. Originaltitel: Homo sapiens, les nouvelles origines. TV_Dokumentation von Olivier Julien, F (arte-France) 2020, deutsche Synchronfassung: arte, 10. Oktober 2020 (Auf: Arte-Mediathek) Mitwirkend: Émile Ennouchi (Anthropologe, Universität von Rabat), Jean-Jacques Hublin (Anthropologe, Max-Planck-Institut für evolutionäre Anthropologie in Leipzig), Phillip Gunz (Anthropologe, Max-Planck-Institut für evolutionäre Anthropologie in Leipzig).

## Belege
1. 1 2  Jean-Jacques Hublin: Recent Human Evolution in Nordthwestern Africa. In: Philosophical Transactions of the Royal Society of London. Series B, Biological Sciences. Band 337, Nr. 1280, 1992, S. 185–191, doi:10.1098/rstb.1992.0096, Volltext (PDF; 1,4 MB) (Memento vom 14. Mai 2011 im Internet Archive).
2. 1 2 3 4  Daniel Richter, Rainer Grün, Renaud Joannes-Boyau, Teresa E. Steele, Fethi Amani, Mathieu Rué, Paul Fernandes, Jean-Paul Raynal, Denis Geraads, Abdelouahed Ben-Ncer, Jean-Jacques Hublin, Shannon P. McPherron: The age of the hominin fossils from Jebel Irhoud, Morocco, and the origins of the Middle Stone Age. In: Nature. Band 546. Jahrgang, Nr. 7657, 8. Juni 2017, ISSN 0028-0836, S. 293–296, doi:10.1038/nature22335.
3. ↑  Émile Ennouchi: Le deuxième crâne de l’homme d’Irhoud. In: Annales de Paléontologie (Vértébrés). Band 54, 1968, S. 117–128.
4. 1 2  Émile Ennouchi: Un neandertalien: L’Homme du Jebel Irhoud (Maroc). In: Anthropologie. Band 66, 1962, S. 279–299.
5. ↑  Émile Ennouchi: Un crâne d’Homme ancien au Jebel Irhoud (Maroc). In: Comptes Rendus de l’Académie des Sciences. Band 254, 1962, S. 4330–4332
6. ↑  Émile Ennouchi: Les néandertaliens du Jebel Irhoud (Maroc). In: Comptes Rendus de l’Académie des Sciences. Band 256, 1963, S. 2459–2460.
7. ↑  Robert Foley, Marta Mirazón Lahr: Mode 3 Technologies and the Evolution of Modern Humans. In: Cambridge Archaeological Journal. Band 7. Jahrgang, Nr. 01, 2008, ISSN 0959-7743, S. 3, doi:10.1017/S0959774300001451.
8. ↑  Émile Ennouchi: Présence d’un enfant néandertalien au Jebel Irhoud (Maroc). In: Annales de Paleontologie (Vertebres). Band 55, 1969, S. 251–265.
9. ↑  Jean-Jacques Hublin, Anne-Marie Tillier und Jacques Tixier: L’humerus d’enfant moustérien (Homo 4) du Jebel Irhoud (Maroc) dans son contexte archéologique. In: Bulletins et Mémoires de la Société d'anthropologie de Paris. Band 4, Nr. 2, 1987, S. 115–141, Volltext (PDF).
10. ↑  Fethi Amani und Denis Geraads: Le gisement moustérien du Djebel Irhoud, Maroc: précisions sur la faune et la biochronologie, et description d’un nouveau reste humain. In: Comptes Rendus de l'Académie des Sciences de Paris. Band 316, Serie II, 1993, S. 847–852, Zugang zum Volltext.
11. ↑  Jean-Jacques Hublin, Anne-Marie Tillier: Les enfants moustériens de Jebel Irhoud (Maroc), comparaison avec les néandertaliens juvéniles d'Europe. In: Bulletins et Mémoires de la Société d'anthropologie de Paris. Band 5, Serie 14, Nr. 4, 1988, S. 237–246 (Volltext (PDF)).
12. ↑  Jean-Jacques Hublin und Anne-Marie Tillier: The Mousterian juvenile mandible from Irhoud (Morocco): A phylogenetic interpretation. In: Chris Stringer (Hrsg.): Aspects of Human Evolution. Symposia of the Society for the Study of Human Biology. Band 21, Taylor & Francis, London 1981, S. 167–185, Volltext (PDF; 5,3 MB) mit zahlreichen Abbildungen (Memento vom 14. Mai 2011 im Internet Archive).
13. ↑  André Debénath: Découverte de restes humains probablement atériens à Dar es Soltane (Maroc). In: Comptes Rendus de l’Académie des Sciences. Band 281, 1975, S. 875–876.
14. ↑  Emiliano Bruner, Osbjorn Pearson: Neurocranial evolution in modern humans: the case of Jebel Irhoud 1. In: Anthropological Science. Band 121, Nr. 1, 2013, S. 31–41, doi:10.1537/ase.120927 (Volltext als PDF).
15. 1 2  Jean-Jacques Hublin, Abdelouahed Ben-Ncer, Shara E. Bailey, Sarah E. Freidline, Simon Neubauer, Matthew M. Skinner, Inga Bergmann, Adeline Le Cabec, Stefano Benazzi, Katerina Harvati, Philipp Gunz: New fossils from Jebel Irhoud, Morocco and the pan-African origin of Homo sapiens. In: Nature. Band 546. Jahrgang, Nr. 7657, 8. Juni 2017, ISSN 0028-0836, S. 289–292, doi:10.1038/nature22336.
16. ↑  Extended Data Table 1: List of hominin specimens. Auf: nature.com vom 8. Juni 2017.
17. 1 2  Tanya M. Smith et al.: Earliest evidence of modern human life history in North African early Homo sapiens. In: PNAS. Band 104, Nr. 15, 2007, S. 6128–6133, doi:10.1073/pnas.0700747104.
18. ↑  Denis Geraads et al.: The rodents from the late middle Pleistocene hominidbearing site of J’bel Irhoud, Morocco, and their chronological and paleoenvironmental implications. In: Quaternary Research. Band 80, 2013, S. 552–561, doi:10.1016/j.yqres.2013.08.003.
19. ↑   Analyse fossiler Zähne eines Homo sapiens: Eine lange Kindheit... (Memento vom 20. März 2007 im Internet Archive). Auf: nzz.ch vom  14. März 2007.
20. ↑  Harald Rösch: Der Homo sapiens ist älter als gedacht. Forscher entdecken in Marokko die bislang ältesten Fossilien unserer Art. In: idw-online.de vom 7. Juni 2017.
21. ↑  Ewen Callaway: Oldest Homo sapiens fossil claim rewrites our species’ history. In: Nature. Juni 2017, doi:10.1038/nature.2017.22114 (englisch).
22. ↑  Supplementary Information. (Memento vom 9. Juni 2017 im Internet Archive) Im Original publiziert auf nature.com vom 7. Juni 2017.

Moroccan fossils show human ancestors' diet of game. Auf: eurekalert.org vom 7. Juni 2017.

Koordinaten: 31° 51′ 17,9″ N, 8° 52′ 21″ W